# Franc Čelešnik
Franc Čelešnik, slovenski zdravnik stomatolog, predavatelj in akademik, * 27. oktober 1911, Podkoren, † 28. avgust 1973, Ljubljana.

## Življenje in delo
Medicino je študiral v Ljubljani in Gradcu ter tu 1943 diplomiral. Kot zdravnik pripravnik se je zaposlil na kirurškem oddelku bolnišnice v Ljubljani ter se specializiral v stomatologiji v Gradcu in na Dunaj. V letih 1938−1944 je imel do odhoda v partizane zasebno zdravniško prakso v Ljubljani. Leta 1945 se je začel ukvarjati s čeljustno kirurgijo na takrat ustanovljeni stomatološki kliniki v Ljubljani in vodil najprej oddelek, pozneje pa samostojno Kliniko za ustno in čeljustno kirurgijo.  
Čelešnik je od 1962 deloval kot redni profesor za čeljustno kirurgijo na Medicinski fakulteti v Ljubljani in postal (7. februarja 1969) dopisni član Slovenske akademije znanosti in umetnosti. Bil je tudi ustanovni član in prvi predsednik European Associtiation for Maxillo-Facil Surgery ter njen častni član. Bil je častni član vrste tujih strokovnih društev ter 1972 dobitnik nagrade Magitot Académie Nationale de Médicine in častnih diplom univerz v Sieni in Bologni. Leta 1972 je prejel tudi Kidričevo nagrado.
Čelešnik je kot začetnik čeljustne kirurgije v Sloveniji dvignil stroko na evropsko raven in jo obogatil z izvirnimi načini zdravljenja. Izboljšal je metode zdravljenja prirojenih napak in tumorjev obraza ter predprotetične kirurgije. Napisal je več učbenikov in številne strokovne ter znanstvene članke.